# Cantón de Trun
El cantón de Trun era una división administrativa francesa, que estaba situada en el departamento de Orne y la región de Baja Normandía.

## Composición
El cantón estaba formado por veintidós comunas:
- Aubry-en-Exmes
- Bailleul
- Brieux
- Chambois
- Coudehard
- Coulonces
- Écorches
- Fontaine-les-Bassets
- Guêprei
- Louvières-en-Auge
- Merri
- Montabard
- Mont-Ormel
- Montreuil-la-Cambe
- Neauphe-sur-Dive
- Nécy
- Ommoy
- Saint-Gervais-des-Sablons
- Saint-Lambert-sur-Dive
- Tournai-sur-Dive
- Trun
- Villedieu-lès-Bailleul

## Supresión del cantón de Trun
En aplicación del Decreto nº 2014-247 de 25 de febrero de 2014, el cantón de Trun fue suprimido el 22 de marzo de 2015 y sus 22 comunas pasaron a formar parte; diecinueve del nuevo cantón de Argentan-2 y tres del nuevo cantón de Argentan-1.